# Copiphana pseudoliva
Copiphana pseudoliva là một loài bướm đêm trong họ Noctuidae.